# Pedrocortesella montis
Pedrocortesella montis är en kvalsterart som beskrevs av Fernández 1990. Pedrocortesella montis ingår i släktet Pedrocortesella och familjen Licnodamaeidae. Inga underarter finns listade i Catalogue of Life.